# Ismail Pascha
Ismail Pascha, född 31 december 1830 i Kairo, död 2 mars 1895 nära Istanbul, khediv av Egypten mellan 1863 och 1879, son till Ibrahim Pascha och Hoshiyar Qadin.

## Biografi
Ismail fick en europeisk uppfostran i Frankrike, varefter han återkom till Egypten 1849. Av sin farbror ståthållaren Said Pascha användes han vid beskickning till Frankrike och Italien och inkallades i statsrådet, skötte 1861 regeringen i hans frånvaro och kuvade därpå ett uppror i Sudan.

## Regeringstid
Efter Saids död 18 januari 1863 blev han ståthållare i Egypten. Om hans till full oavhängighet syftande yttre politik (direkt umgänge med främmande monarker, de turkiska fermanerna om successionsordningen 1866, khedivvärdigheten 1867, regleringen av Egyptens ställning 1873) och hans av stort anlagda och kostsamma företag (Suezkanalen, invigd 1869) samt lika lysande som ogenomtänkta reformer fyllda inre styrelse – en svindel, som ruinerade hans land och gjorde att den även i det privata livet slösaktiga "orientaliska despoten med parisisk fernissa" kom i händerna på europeiska ockrare. 
År 1866 genomdrev han i Istanbul att den turkiska majoratsrätten upphävdes för hans dynasti och byttes ut mot direkt arvföljd efter europeiskt mönster. Detta lyckades han med genom att erbjuda Höga porten, som vid denna tid befann sig i trångmål på grund av ett uppror bland Kretas invånare, militärhjälp och en höjning av tributen. Följande år tillerkändes honom rätt att i eget namn företa alla regeringsåtgärder så när som på att sluta internationella fördrag. Samtidigt fick han den gamla persiska titeln khediv ("herre"), som höjde hans rang vida över en generalguvernörs och ställde honom nästan i jämbredd med en suverän.
Senare krävde visserligen sultanen att Ismail skulle utlämna sin pansarflotta, förminska lanthären, årligen framlägga en redogörelse inför Porten för landets finansiella läge samt inte utan sultanens samtycke uppta lån och sluta politiska fördrag. Då man i Frankrike efter Suezkanalens fullbordande inte längre hade så stort behov av hans hjälp som förut, fick han inte något stöd från Napoleon III mot dessa förödmjukande krav. I september 1871 dog dock Ismails häftigaste motståndare vid Porten, storvesiren Mehmed Emin Ali Pascha, och dennes efterträdare Mahmud visade sig vida mer eftergiven för hans strävanden. I juni 1873 utfärdade sultanen en ferman, som på nytt reglerade khedivens ställning. Hans maktområde utvidgades genom förläning av ärftlig värdighet som kaymakam av Suakin och Massaua. Arvsrätten i rätt nedstigande led stadfästes. Inom förvaltning och rättskipning erhöll han fullt oberoende, sedan sultanen redan föregående år bekräftat den nya rättegångsordningen (grundad på förslag av en internationell kommitté församlad år 1869). Dessutom tillerkändes honom befogenhet att efter eget gottfinnande öka hären, att ingå icke politiska fördrag med främmande makter samt att uppta lån.
Ismail försökte utvidga sin makt även i söder. Genom att annektera Sultanatet Darfur och Massauas uppland ingrep han i det kristna kejsarriket Abessiniens intressesfär. Då egypterna år 1875 underlagt sig Harar trodde de sig även kunna våga sig in i det abessinska bergslandets centrala delar. Men den första expedition som framträngde i det inre blev slagen av kejsar Yohannes IV vid Gundet. En andra här, anförd av khedivens son Hassan Pascha, blev följande år (1876) så gott som tillintetgjord i ett slag vid Gura, där egypterna även förlorade hela sitt artilleri. Till lycka för dem gjorde några av kejsar Yohannes vasaller uppror, så att denne gärna samtyckte till en fred i vilken egypterna åtminstone fick behålla det av fienden hotade Massaua.

## Skuldproblem och avsättning
Dessa olyckliga fälttåg i förening med khedivens slöseri förstörde rikets finanser i grunden. Förgäves försökte Ismail med hjälp av den europeiska teknikens nyaste uppfinningar höja inkomsterna från sina domäner. De med stora kostnader anskaffade ångplogarna och andra maskiner kunde, om de över huvud taget alls togs i bruk, dock sällan användas länge. Redan i november 1875 hade Ismail i en tillfällig förlägenhet nödgats sälja sina Suezkanalaktier för 4 miljoner pund sterling till England. Samma år hade sultanen förbättrat sin finansiella ställning genom en statsbankrutt, och Ismail beslutade nu att följa detta exempel. I april 1876 inställde han för ett kvartal sina räntebetalningar för såväl statens som sina enskilda skulder. Hans ämbetsmän fick inte ut någon lön, men av fellāherna utkrävde han den årliga skatten fördubblad. Men den europeiska domstolen i Alexandria, som på grund av den nya, av sultanen bekräftade rättegångsordningen trätt i stället för den konsulära rättskipningen, dömde khediven att betala sina skulder och belade hans palats i Ramle med kvarstad. England och Frankrike tillsatte en kommitté för att undersöka den finansiella ställningen, och denna tvingade khediven och hans släktingar att år 1878 avstå största delen av sina gods till staten. Han förbjöds också att utan samtycke av ett av infödingar och européer sammansatt parlament indriva några skatter.
I det nybildade kabinettet, vars chef blev armeniern Nubar Pascha, kallades engelsmannen Charles Rivers Wilson till finansminister och fransmannen de Blignières till minister för de offentliga arbetena. Ismail lyckades anstifta ett militäruppror mot de kristna för att tvinga främlingarna att dra sig tillbaka. Men resultatet blev endast att Nubar Pascha nedlade sitt ämbete, under det att Wilson och de Bligniéres inträdde i den nya ministären under arvprinsen Tawfiqs ledning. Nu förklarade khediven främlingarna avskedade, på samma gång som han försökte inskränka sina förpliktelser gentemot sina fordringsägare genom ett dekret som han utfärdat på egen hand. Detta åsamkade honom i maj 1879 en protestskrivelse från den tyska riksregeringen som de andra makterna anslöt sig till. På deras tillskyndan förklarades Ismail för avsatt av sultanen den 26 juni, och hans äldste son Tawfiq utnämndes till khediv.
Efter att han avsatts vistades Ismail i Europa, särskilt i Italien; från 1888 till sin död till hälften som statsfånge, på det av sultanen upplåtna slottet Emirgian vid Bosporen.

## Utmärkelser
- Leopoldsorden (Belgien, 1863)[11]
- Svärdsorden (Sverige)[12]
- Bathorden (Storbritannien, 1866)[13]
- Annunziataorden (Italien, 1867)[14]
- Indiska stjärnorden (Storbritannien, 1868)[15]
- Svarta örns orden (Preussen)[16]
- Röda örns orden (Preussen)[16]
- Leopoldsorden (Österrike-Ungern, 1864)[17]
- Sankt Stefansorden (Österrike-Ungern)[18]